# Five Nations 1998
Die Ausgabe 1998 des jährlich ausgetragenen Rugby-Union-Turniers Five Nations (seit 2000 Six Nations) fand an fünf Wochenenden zwischen dem 7. Februar und dem 5. April statt. Turniersieger wurde Frankreich, das mit Siegen gegen alle anderen Teilnehmer zum sechsten Mal den Grand Slam schaffte. Das zweitplatzierte England siegte gegen alle britischen Mannschaften und sicherte sich zum vierten Mal in Folge die Triple Crown.
Wales trug seine Heimspiele im Londoner Wembley-Stadion aus, da die traditionelle Spielstätte, der Cardiff Arms Park, wegen des Baus des benachbarten Millennium Stadium nicht genutzt werden konnte. Die Heimspiele Frankreichs fanden erstmals im neuen Stade de France statt.

## Teilnehmer
| Land       | Stadion             | Stadt       | Trainer            | Kapitän            |
| ---------- | ------------------- | ----------- | ------------------ | ------------------ |
| England    | Twickenham Stadium  | London      | Clive Woodward     | Lawrence Dallaglio |
| Frankreich | Stade de France     | Saint-Denis | Jean-Claude Skrela | Raphaël Ibañez     |
| Irland     | Lansdowne Road      | Dublin      | Warren Gatland     | Keith Wood         |
| Schottland | Murrayfield Stadium | Edinburgh   | Jim Telfer         | Gary Armstrong     |
| Wales      | Wembley Stadium     | London      | Kevin Bowring      | Rob Howley         |

## Tabelle
|    | Land       | Spiele | Siege | Unent. | Ndlg. | Spiel- punkte | Diff. | Tabellen- punkte |
| -- | ---------- | ------ | ----- | ------ | ----- | ------------- | ----- | ---------------- |
| 1. | Frankreich | 4      | 4     | 0      | 0     | 144:49        | + 95  | 8                |
| 2. | England    | 4      | 3     | 0      | 1     | 146:87        | + 59  | 6                |
| 3. | Wales      | 4      | 2     | 0      | 2     | 75:145        | − 70  | 4                |
| 4. | Schottland | 4      | 1     | 0      | 3     | 66:120        | − 54  | 2                |
| 5. | Irland     | 4      | 0     | 0      | 4     | 70:100        | − 30  | 0                |

## Ergebnisse

### Erste Runde
| 7. Februar 1998 | Frankreich | 24 : 17        | England                                 | Stade de France, Saint-Denis Zuschauer: 77.567 Schiedsrichter: David McHugh (Irland) |
| 7. Februar 1998 | Versuche: Bernat-Salles Dominici Erhöhungen: Lamaison Straftritte: Lamaison (2) Dropgoals: Castaignède Sadourny | (15:3) Bericht | Versuche: Back Straftritte: Grayson (4) | Stade de France, Saint-Denis Zuschauer: 77.567 Schiedsrichter: David McHugh (Irland) |

| 7. Februar 1998 | Irland                                                                                       | 16 : 17         | Schottland                                            | Lansdowne Road, Dublin Zuschauer: 55.000 Schiedsrichter: André Watson (Südafrika) |
| 7. Februar 1998 | Versuche: Strafversuch Erhöhungen: Humphreys Straftritte: Humphreys (2) Dropgoals: Humphreys | (10:11) Bericht | Versuche: Tait Straftritte: Chalmers (2) Shepherd (2) | Lansdowne Road, Dublin Zuschauer: 55.000 Schiedsrichter: André Watson (Südafrika) |

### Zweite Runde
| 21. Februar 1998 | England | 60 : 26         | Wales                                                      | Twickenham Stadium, London Zuschauer: 75.000 Schiedsrichter: Colin Hawke (Neuseeland) |
| 21. Februar 1998 | Versuche: Back Bracken Dallaglio Dawson Greenwood Healey Rees (2) Erhöhungen: Grayson (7) Straftritte: Grayson (2) | (34:12) Bericht | Versuche: Bateman (2) Gibbs Thomas Erhöhungen: Jenkins (3) | Twickenham Stadium, London Zuschauer: 75.000 Schiedsrichter: Colin Hawke (Neuseeland) |

| 21. Februar 1998 | Schottland                                                       | 16 : 51        | Frankreich | Murrayfield Stadium, Edinburgh Zuschauer: 67.500 Schiedsrichter: Paddy O’Brien (Neuseeland) |
| 21. Februar 1998 | Versuche: Stanger Erhöhungen: Chalmers Straftritte: Chalmers (3) | (9:22) Bericht | Versuche: Bernat-Salles (2) Brouzet Califano Carbonneau Castaignède M. Lièvremont Erhöhungen: Castaignède (3) Lamaison (2) Straftritte: Castaignède Lamaison | Murrayfield Stadium, Edinburgh Zuschauer: 67.500 Schiedsrichter: Paddy O’Brien (Neuseeland) |

### Dritte Runde
| 7. März 1998 | Frankreich                                                                    | 18 : 16        | Irland                                                      | Stade de France, Saint-Denis Zuschauer: 78.000 Schiedsrichter: Jim Fleming (Schottland) |
| 7. März 1998 | Versuche: Bernat-Salles Ibañez Erhöhungen: Lamaison Straftritte: Lamaison (2) | (6:13) Bericht | Versuche: Hickie Erhöhungen: Elwood Straftritte: Elwood (3) | Stade de France, Saint-Denis Zuschauer: 78.000 Schiedsrichter: Jim Fleming (Schottland) |

| 7. März 1998 | Wales                                                                | 19 : 13        | Schottland                                      | Wembley Stadium, London Zuschauer: 75.000 Schiedsrichter: Joël Dumé (Frankreich) |
| 7. März 1998 | Versuche: Proctor Erhöhungen: Thomas Straftritte: Jenkins Thomas (3) | (13:9) Bericht | Versuche: Cronin Townsend Straftritte: Chalmers | Wembley Stadium, London Zuschauer: 75.000 Schiedsrichter: Joël Dumé (Frankreich) |

### Vierte Runde
| 21. März 1998 | Irland                                                             | 21 : 30         | Wales                                                                                 | Lansdowne Road, Dublin Zuschauer: 55.000 Schiedsrichter: Ed Morrison (England) |
| 21. März 1998 | Versuche: Costello Ward Erhöhungen: Elwood Straftritte: Elwood (3) | (15:13) Bericht | Versuche: Bateman Jenkins (3) Morgan Erhöhungen: Jenkins (3) Straftritte: Jenkins (3) | Lansdowne Road, Dublin Zuschauer: 55.000 Schiedsrichter: Ed Morrison (England) |

| 22. März 1998 | Schottland                                                                | 20 : 34       | England | Murrayfield Stadium, Edinburgh Zuschauer: 67.500 Schiedsrichter: Clayton Thomas (Wales) |
| 22. März 1998 | Versuche: Longstaff Stanger Erhöhungen: Lee (2) Straftritte: Chalmers (2) | (6:6) Bericht | Versuche: Dawson Grayson Healey Strafversuch Erhöhungen: Grayson (4) Straftritte: Grayson Dropgoals: Grayson | Murrayfield Stadium, Edinburgh Zuschauer: 67.500 Schiedsrichter: Clayton Thomas (Wales) |

### Fünfte Runde
| 4. April 1998 | England                                                                                      | 35 : 17        | Irland                                                          | Twickenham Stadium, London Zuschauer: 75.000 Schiedsrichter: Derek Bevan (Wales) |
| 4. April 1998 | Versuche: Catt Cockerill de Glanville Perry Erhöhungen: Grayson (3) Straftritte: Grayson (3) | (25:7) Bericht | Versuche: Hickie (2) Erhöhungen: Elwood (2) Straftritte: Elwood | Twickenham Stadium, London Zuschauer: 75.000 Schiedsrichter: Derek Bevan (Wales) |

| 5. April 1998 | Wales | 0 : 51         | Frankreich                                                                                                 | Wembley Stadium, London Zuschauer: 72.000 Schiedsrichter: Peter Marshall (Australien) |
| 5. April 1998 |       | (29:0) Bericht | Versuche: Galthié Garbajosa Glas T. Lièvremont Sadourny Erhöhungen: Lamaison (5) Straftritte: Lamaison (2) | Wembley Stadium, London Zuschauer: 72.000 Schiedsrichter: Peter Marshall (Australien) |